# Жамбыл (Темирский район)
Жамбыл (каз. Жамбыл, до 2010 г. — Ленинское) — село в Темирском районе Актюбинской области Казахстана. Входит в состав Темирской городской администрации. Код КАТО — 155621200.
Село расположено на левом берегу реки Темир примерно в 17 км к югу от города Темир.

## Население
В 1989 году население села составляло 617 человек. Национальный состав: казахи. В 1999 году население села составляло 449 человек (237 мужчин и 212 женщин). По данным переписи 2009 года, в селе проживало 307 человек (142 мужчины и 165 женщин). По данным переписи 2021 года, в селе проживало 257 человек (137 мужчин и 120 женщин).
| Численность населения | Численность населения | Численность населения | Численность населения |
| 1989                  | 1999                  | 2009                  | 2021                  |
| --------------------- | --------------------- | --------------------- | --------------------- |
| 617                   | ↘449                  | ↘307                  | ↘257                  |